# Мотти, Вильям
Вильям Мотти (фр. William Motti; род. 25 июля 1964, Бонди) — французский легкоатлет, специалист по многоборьям. Выступал за сборную Франции по лёгкой атлетике в 1981—1995 годах, победитель Кубка Европы в командном зачёте, победитель и призёр первенств национального значения, участник двух летних Олимпийских игр.

## Биография
Вильям Мотти родился 25 июля 1964 года в городе Бонди департамента Сен-Сен-Дени.
Впервые заявил о себе в лёгкой атлетике на международном уровне в сезоне 1981 года, когда вошёл в состав французской национальной сборной и побывал на юниорском европейском первенстве в Утрехте, откуда привёз награду серебряного достоинства, выигранную в прыжках в высоту.
Впоследствии специализировался на десятиборье, в частности представлял страну в этой дисциплине на летних Олимпийских играх 1984 года в Лос-Анджелесе — с результатом в 8266 очков стал здесь пятым.
В 1986 году стартовал на чемпионате Европы в Штутгарте, но вынужден был досрочно завершить выступление и не показал никакого результата.
В 1987 году на чемпионате мира в Риме закрыл десятку сильнейших в десятиборье.
С середины 1990 года отбывал двухлетнюю дисквалификацию за нарушение антидопинговых правил.
Благодаря череде удачных выступлений удостоился права защищать честь страны на Олимпийских играх 1992 года в Барселоне — на сей раз набрал в сумме всех дисциплин десятиборья 8164 очка, установив тем самым свой личный рекорд и расположившись в итоговом протоколе соревнований на седьмой позиции.
После барселонской Олимпиады Мотти ещё в течение некоторого времени оставался в составе легкоатлетической команды Франции и продолжал принимать участие в крупнейших международных стартах. Так, в 1993 году он занял шестое место в семиборье на чемпионате мира в помещении в Торонто, тогда как на Кубке Европы по легкоатлетическим многоборьям в Оулу стал десятым в личном зачёте десятиборья и помог своим соотечественникам выиграть мужской командный зачёт.
В 1994 году отметился выступлением на чемпионате Европы в Хельсинки, участвовал в домашнем Кубке Европы в Лионе, где занял пятое место в личном зачёте и вновь выиграл командный зачёт. В этом сезоне был исключён из возглавляемой немецкими десятиборцами тренировочной группы за отказ от прохождения допинг-теста.
На Кубке Европы 1995 года в Вальядолиде не финишировал, при этом французы всё равно стали вторыми.